# 神の国解散
神の国解散（かみのくにかいさん）とは、2000年6月2日の衆議院解散の通称である。

## 概説
脳梗塞により緊急入院した小渕恵三の後を受け、2000年4月5日に森喜朗が自民党総裁・第85代内閣総理大臣に就任する。しかし、就任直後から、いわゆる五人組による森の選出手続きに問題があったとして、自民党の内外から「密室政治」との批判を受けた。
小渕前首相の急病により緊急事態の中で政権の座についた森首相にとって、衆議院議員の任期が残り6ヶ月と迫っていたことから年内の衆議院解散総選挙は既定路線であった。森政権の生みの親である旧小渕派の野中広務自民党幹事長と青木幹雄官房長官は「小渕前首相への同情票が見込めるうち」の九州・沖縄サミット前での早期解散を主張した。森首相は4月26日の三与党党首会談で解散総選挙の時期について首相が一任を取り付けていたものの、最大派閥である旧小渕派とうまくやっていけば政権が運営できると考えて、解散総選挙の日程について旧小渕派の意向を受け入れて決定したとされる。
5月1日に森首相は外遊先のローマでの記者団の質問に答える形で、与党内の大勢になっている6月25日投票について「非常に参考になる」と述べ、6月総選挙の流れになっていることを認めた。また参議院議員であった馳浩、塩崎恭久、平田耕一が衆議院鞍替えを表明して5月12日に議員辞職をしていて参議院補欠選挙が2000年6月25日に行われることが決定した。5月13日に森首相はNHK番組で6月25日投票とする政治日程について「そういう流れが変わるということにはならないかなと見ている」と述べ、6月25日投票の政治日程を認めた。
政権発足から森首相の不適切な発言や行動がたびたび指摘されたが、5月15日に神道政治連盟国会議員懇談会で、いわゆる「神の国発言」を行うと、野党（特に日本共産党）をはじめとして「政教分離原則に反する」との批判が高まった。後日に森は神の国発言に関する釈明会見を行ったが、神の国発言後の時事通信の世論調査では森内閣の支持率が18.2％に下落した。そのため、「森首相のもとでは選挙に勝てない」「解散は先送りにしたほうがいい」「今の支持率で森首相が解散するのは無謀」と森首相に反発する声が自民党内から出てきた。それに対して、森首相の側近たちは「このまま解散できなければ、サミット花道論が出てくる」と危機感を募らせた。森首相は局面を変えるため、5月30日に堺屋太一経済企画庁長官と景気対策を相談する一方で、5月31日には町村信孝首相補佐官と官邸で会合して「日本新生プラン」の具体案を練り、ITや教育などの政策を打ち出した。
6月2日に野党から衆議院に内閣不信任決議案が提出されたが、森内閣は同日、衆議院解散を決定。本会議で不信任案が議題となった直後に解散詔書が朗読され、不信任案への投票を行う前に解散した。これといった実績もなく、失言が続く中で森首相は早々と衆議院解散権を行使する形になった。

## 呼称
解散の呼称は「日本新生解散」（森喜朗）、解散された年が2000年であったことから「ミレニアム解散」、「神隠し解散」「森隠し解散」（民主党・鳩山由紀夫）、「逃げまくり解散」（社会民主党）などの呼称も提唱されたが、「神の国解散」の名称が広く使用された。

## その他
森は与党内の派閥調整ありきから首相に選出されたという傾向が強く、総裁選が無投票で選出されたという経緯もあり、国民の首相への支持という側面は後回しになっていた。衆議院解散による第42回衆議院議員総選挙は2回目の小選挙区比例代表並立制で行われ、自民党が都市部で苦戦する1区現象が起こり現職閣僚2人が比例復活もできずに落選する等して単独過半数割れし、連立与党で過半数を維持できたものの、与党三党が大幅に議席を減らし、マスコミは森政権に厳しい論調を報じた。中選挙区制時代には国民の第一与党党首・首相個人への支持という側面よりも与党内の派閥調整を重視した第一与党党首・首相選出がままみられたが、小選挙区比例代表並立制で行われた今回の総選挙では第一与党党首・首相個人への支持が選挙結果に与える影響が大きく出た。そのため、この解散総選挙以降は、与党内の派閥の調整という側面は残しつつも国民の支持が強く意識される第一与党党首・首相選出が強く意識されるようになり、第一与党党首の選出においては無投票ではなく複数の候補者が争って国民の首相への支持という側面から選出されるようになっている。

## 経緯
- 4月2日　小渕恵三が緊急入院。
- 4月3日　青木幹雄官房長官が首相臨時代理となり、首相の入院理由を脳梗塞であると発表。
- 4月4日　小渕内閣が総辞職。
- 4月5日　衆参両院本会議で森喜朗が首班指名を受ける。同日夜に組閣が行われ、森を第85代首相として、第1次森内閣が発足。
- 5月14日　小渕が死去。
- 5月15日　森が神道政治連盟国会議員懇談会に出席、いわゆる「神の国発言」。
- 5月26日　森が神の国発言に対する釈明会見を行う。その際に首相官邸記者クラブの記者が記者会見にあたっての「指南書」を作成、森の側近に渡していたことが発覚し、問題となる。
- 6月2日　衆議院に「森内閣不信任決議案」が提出される。本会議で議長が同決議案を議題とすると宣告した直後、解散詔書を朗読、衆議院が解散。
- 6月13日　衆議院総選挙公示。
- 6月20日　森が「無党派層は寝ていてくれればいい」と発言し、問題視される。
- 6月25日　第42回衆議院議員総選挙。